# NGC 1087
NGC 1087 ist eine Balken-Spiralgalaxie mit hoher Sternentstehungsrate vom Hubble-Typ SBc im Sternbild Walfisch südlich der Ekliptik. Sie ist rund 68 Millionen Lichtjahre von der Milchstraße entfernt und hat einen Durchmesser von etwa 70.000 Lichtjahren. Das Objekt ist ein enger Nachbar von Messier 77, physisch gehören sie derselben Galaxiengruppe an.
Im selben Himmelsareal befinden sich u. a. die Galaxien NGC 1090, NGC 1094, NGC 1104, IC 1856.
Die Typ-II-Supernova SN 1995V wurde hier beobachtet.
Das Objekt wurde am 9. Oktober 1785 vom deutsch-britischen Astronomen Wilhelm Herschel entdeckt.

## Abbildungen
Beobachtungen mit dem Very Large Telescope und dem daran angeschlossenen MUSE-Instrument sowie mit dem James Webb-Weltraumteleskop und dem Radioteleskopverbund Atacama Large Millimeter/submillimeter Array zeigen die Galaxie in verschiedenen Spektralbereichen und spiegeln so unterschiedliche Strukturen wider.

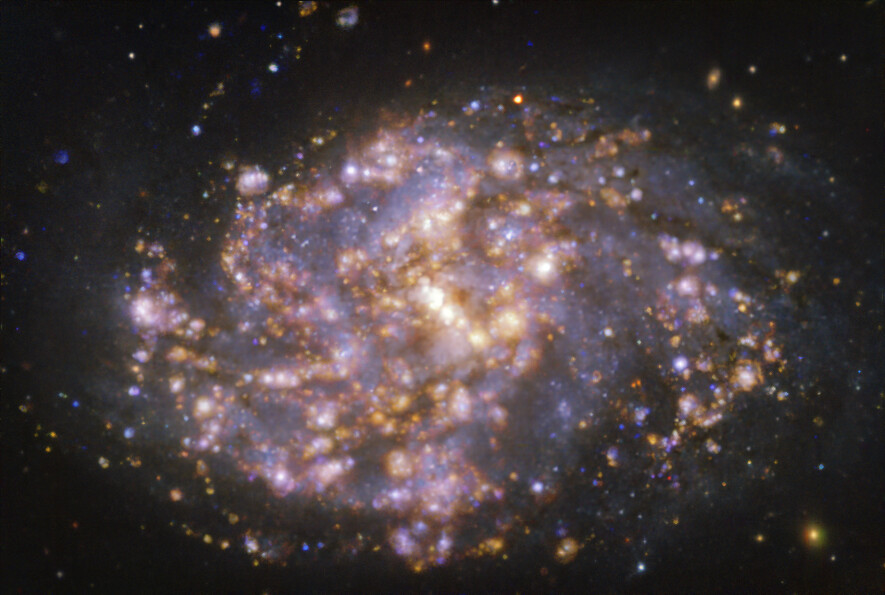
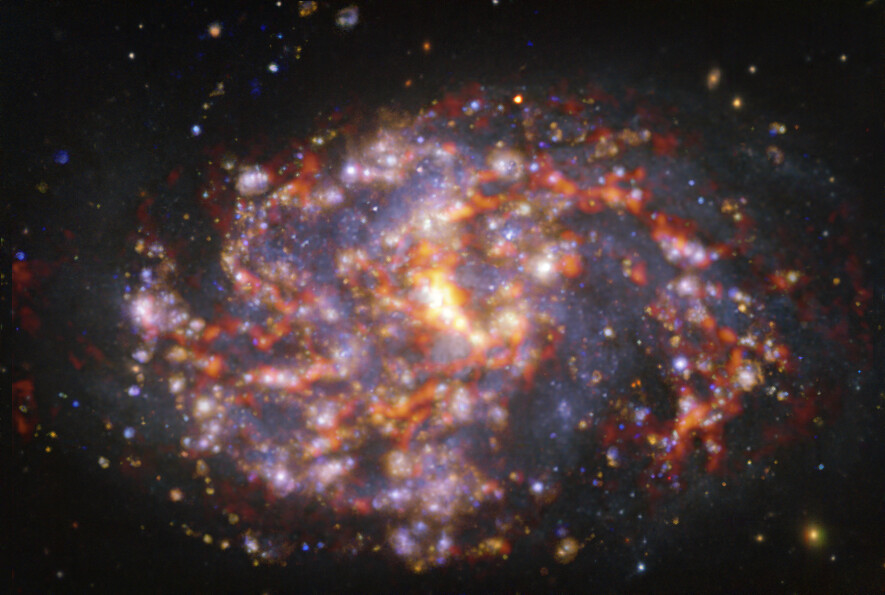
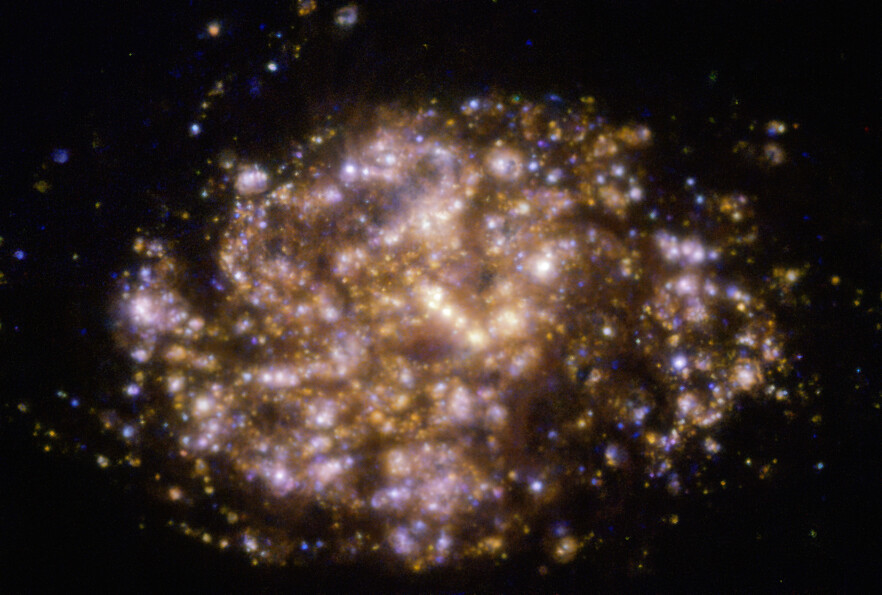
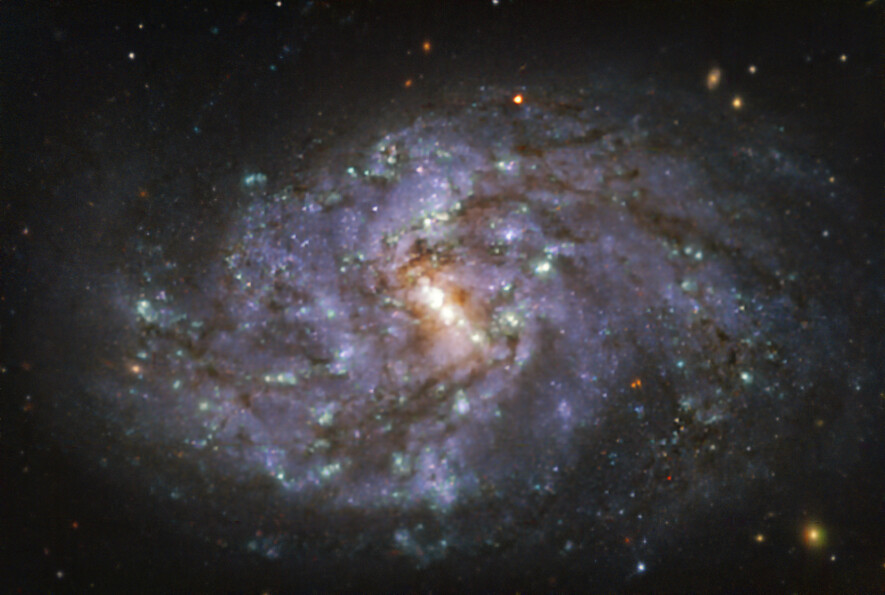
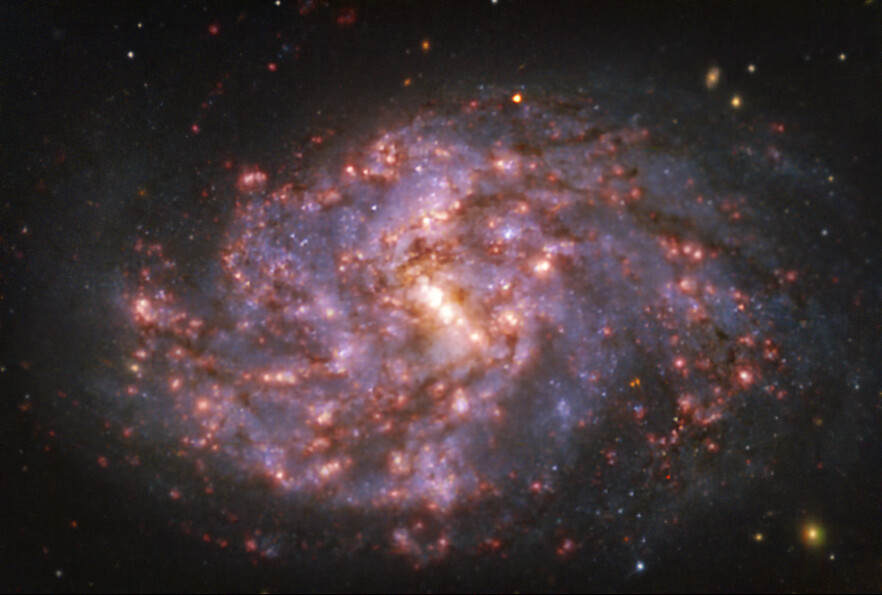
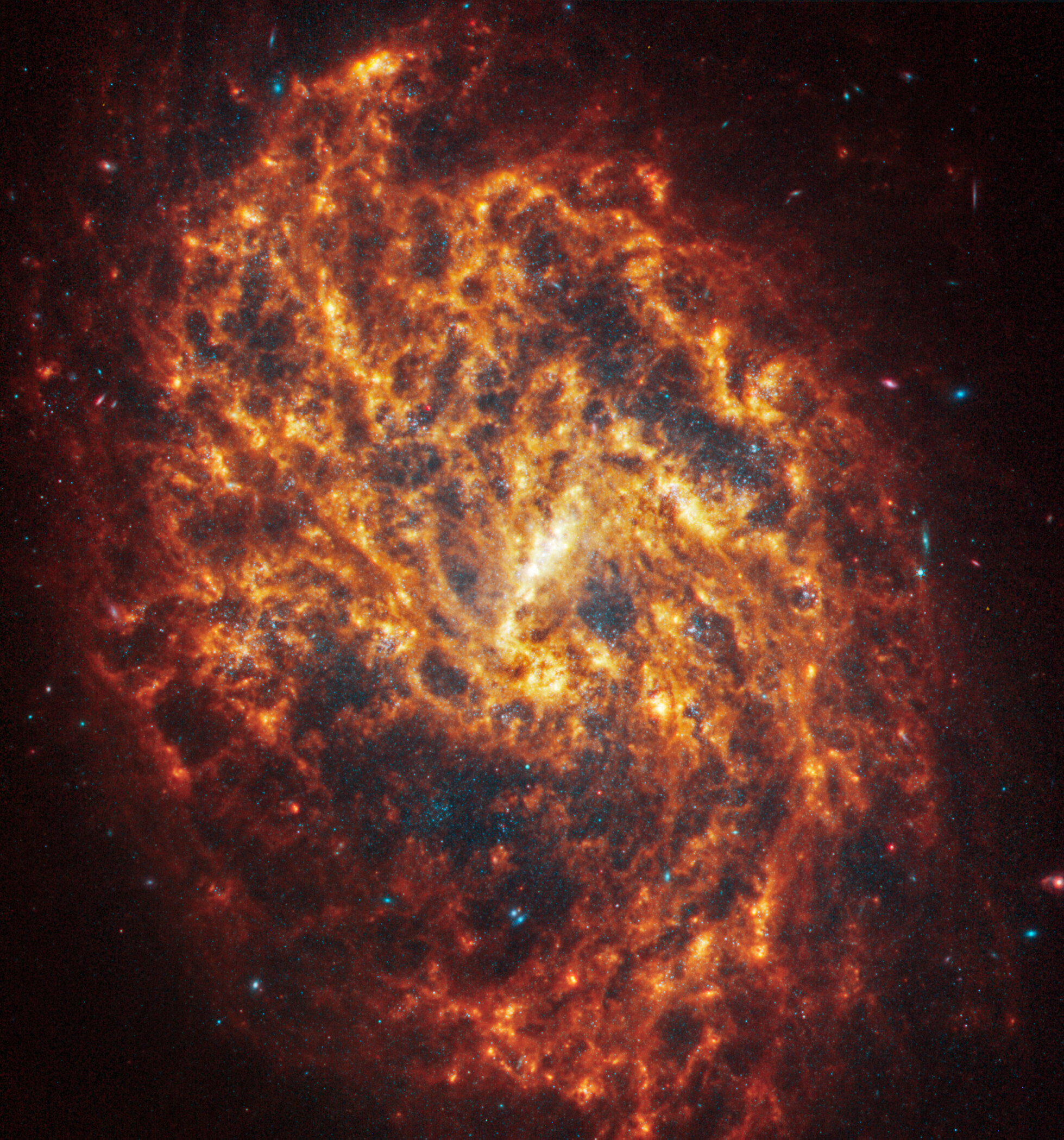
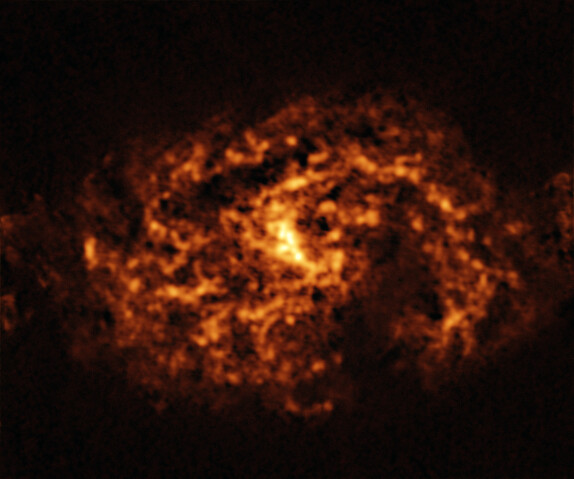